# Lee Konitz
Lee Konitz Chicago, 1927. október 13. − Greenwich Village, 2020. április 15.) amerikai altszaxofonos, zeneszerző.
Lee Konitz sikeres volt a dzsessz megannyi stílusában, a bebopban, a cool-dzsesszben, és az avantgarde-desszben is. Az 1940-es-50-es évek cool-dzsessz mozgalmával való kapcsolata magában foglalja Miles Davis Birth of the Cool lemezén való részvételt, valamint Lennie Tristano zongoristával végzett munkáját. Egyike volt annak a viszonylag kevés altszaxofonosnak, aki megőrizte egyéni stílusát, amire Charlie Parker hatalmas befolyást gyakorolt. Más szaxofonosokra is nagy hatással volt Konitz, mint például Paul Desmondra és Art Pepperre.

## Pályakép
Konitz 1927. október 13-án született Chicagóban. Ő volt a legfiatalabb a zsidó bevándorló szülei három fia közül. Osztrák apja, Ábrahám mosodai üzletet működtetett,  a lakás hátsó felén pedig a család lakott. Anyja, Anna Oroszországból emigrált. A család otthon jiddisül beszélt. Egyik szülei sem voltak zenészek, de támogatták Konitz zene iránti érdeklődését. Klasszikus képzésben részesült. Klasszikus képzésben részesült.
Tizenegy éves koában Konitz megkapta első (Benny Goodman ihlette) klarinétját.
Lester Young iránti rajongása arra késztette, hogy lecserélje a klarétot tenorszaxofonra. Végül tenorból alt lett. Santy Runyontól kapott szaxofon oktatást.
Konitzra olyan olyan big band zenészek is nagy hatással voltak, mint Johnny Hodges, Roy Eldridge, Willie Smith és Scoops Carry. Nagyon csodálta Louis Armstrongot is. Jerry Wald és Claude Thornhill swing zenekaraival vált ismertté.
Az 1950-es évek elejétől eltávolodott a cool jazztől. 1951-ben Svédországban dolgozott, majd 1952-től 1954-ig Stan Kenton együttesében. 1953-ban felvételei készültek Gerry Mulligannel. 1955-ben Lennie Tristanoval lépett fel egy New York-i étteremben, (a felvételek Lennie Tristano címmel jelentek meg). 1956-ban  európai turnéra ment.
1960-as évek elejétől Kaliforniában tanított.
1965-ben felvételeket készített Gerry Mulligannel és Bill Evansszel. 1965/66-ban és 1968/69-ben is játszott különböző európai fesztiválokon, köztük a Berlin Jazz Days-en.
Fesztiválszereplései voltak Japánban (1972), New Yorkban (1973), Berlinben (1973) és Antibesben (1974). 1979-ben Karl Berger Woodstock Ensemble együttesével is fellépett. 1980-ban a Gil Evans Zenekarral turnézott.
Konitz több mint 150 albumot rögzített zenekarvezetőként, illetve zenésztársként.
A COVID-19 járvány okozta szövődmények következtében halt meg.

## Lemezválogatás
- Lee Konitz & Warne Marsh (1955)
- Zo-Ko-Ma. Attila Zoller, Lee Konitz, Albert Mangelsdorff (1968)
- Motion (1961)
- Lee Konitz/Albert Mangelsdorff Art of The Duo (1983)
- Lee Konitz/Frank Wunsch Into It (1995)
- Lee Konitz/Attila Zoller/Don Friedman (1996)
- Lee Konitz & The Axis String Quartet Play French Impressionist Music (2000)
- [[Walter Lang/Lee Konitz (2007)
- Live at Birdland Brad Mehldau, Charlie Haden,Paul Motian (2009)
- Enfants Terribles – Gary Peacock]], Joey Baron, Bill Frisell (2011)
- Lee Konitz Nonet (2019)

## Filmek
- Lee Konitz az IMDb-n

## Díjak
- 1992: Jazzpar-díj
- 1998: Motion című albuma (1961) felkerült a The Wire 100 Records That Set the World on Fire (amíg senki sem hallgatott) rádiólistájára.
- 2009: megkapta a NEA Jazz Masters Fellowshipet, (az amerikai dzsesszzenészek legfontosabb kitüntetését).
- 2013: German Jazz Trophy
- 2015: Down Beat Jazz Hall of Fame

## Fordítás
Ez a szócikk részben vagy egészben  a   Lee Konitz című német Wikipédia-szócikk ezen változatának fordításán alapul.  Az eredeti cikk szerkesztőit annak laptörténete sorolja fel. Ez a jelzés csupán a megfogalmazás eredetét és a szerzői jogokat jelzi, nem szolgál a cikkben szereplő információk forrásmegjelöléseként.